# Médaille d'honneur départementale et communale
La médaille d’honneur départementale et communale était une médaille civile française, régie par le décret du 7 juin 1945. 
Décernée par le ministère de l’Intérieur, en remplacement de l'ancienne médaille d'honneur communale créée en 1921, elle a été remplacée par le décret du 22 juillet 1987 par la médaille d'honneur régionale, départementale et communale.

## Description
La médaille, en forme de pentagone de 35 mm, est en argent pour vingt ans d'années de services, en vermeil pour trente ans d'années de services, ou en or après trente-cinq ans d'années de services.
Elle figure :
- Sur l'avers : en haut de la médaille, se dessinent des murailles entourées de feuilles de laurier; Sur la médaille, un coq  avec les mots gravés « République Française Liberté-Égalité-Fraternité »
- Au revers : un bonnet phrygien posé sur les armes de la  république puis derrière se dessine une branche d’arbre de laurier.
- Le ruban : est de couleur vert foncé, au centre du ruban un liseré vertical blanc large de 15 mm.

## Bénéficiaires et structure
Cette médaille était destinée à récompenser les agents et les élus des collectivités locales (communes et départements).
Elle était à sa création une médaille à degré unique. Puis sa structure passa à deux degrés (médaille d'argent et médaille de vermeil) par le décret du 5 septembre 1946, et passa enfin à trois degrés par décret du 16 février 1952 qui créa une médaille d'or.
Elle a remplacé les médailles suivantes, qui ont été en conséquence abolies : 
- la médaille d'honneur de l'assistance publique, créée le 15 janvier 1891.
- la médaille d'honneur de la voirie départementale et communale, créée le 26 mars 1898.
- la médaille d'honneur des halles et marchés, créée le 22 juin 1900.
- la médaille d'honneur des octrois, créée le 16 novembre 1903.
- la médaille d'honneur communale, créée le 20 août 1921.

## Photos

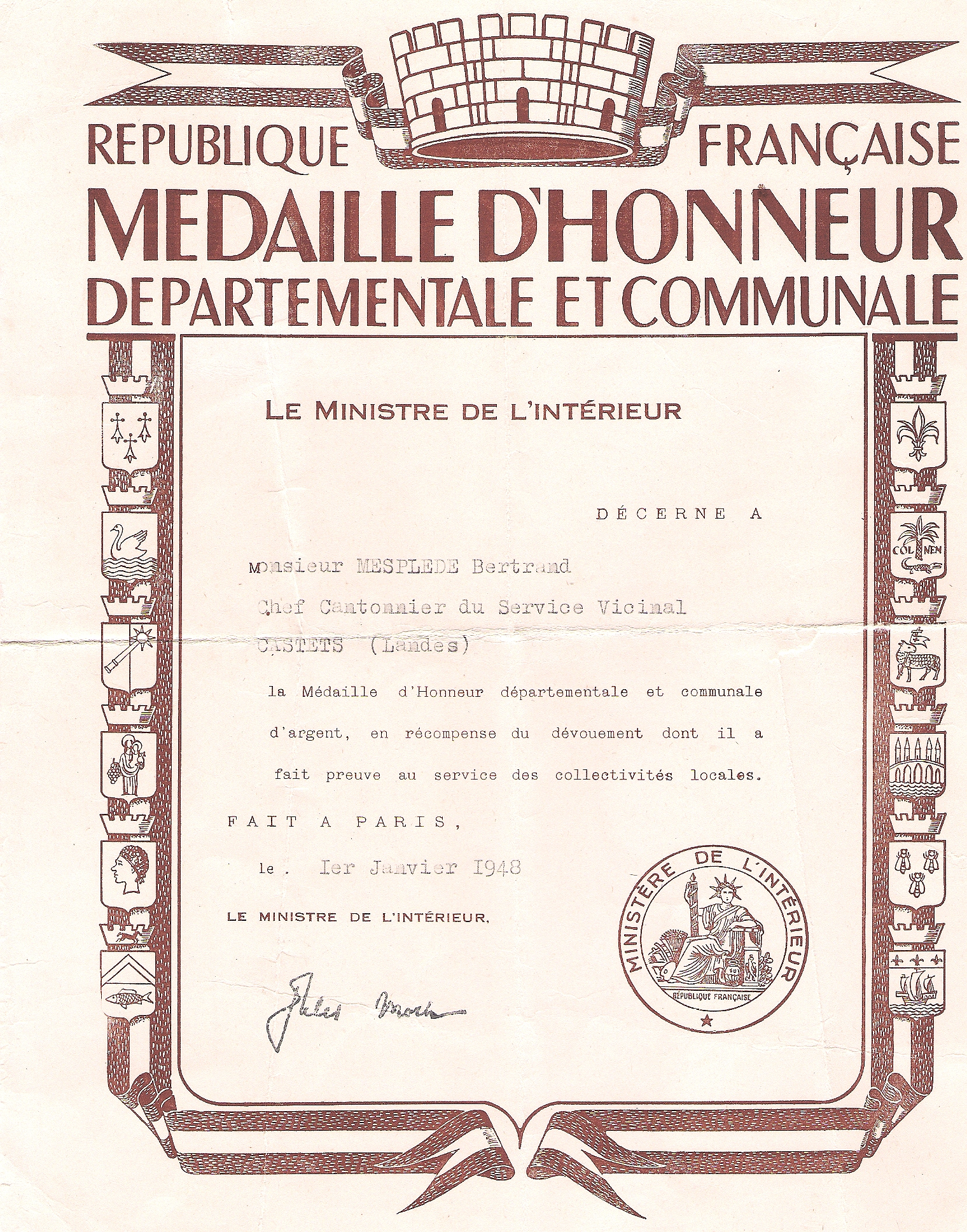
Diplôme
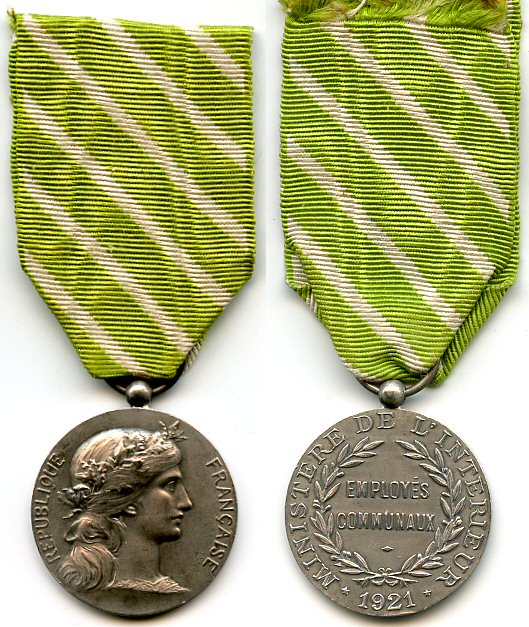
Médaille des employés communaux, 1921 - 1945
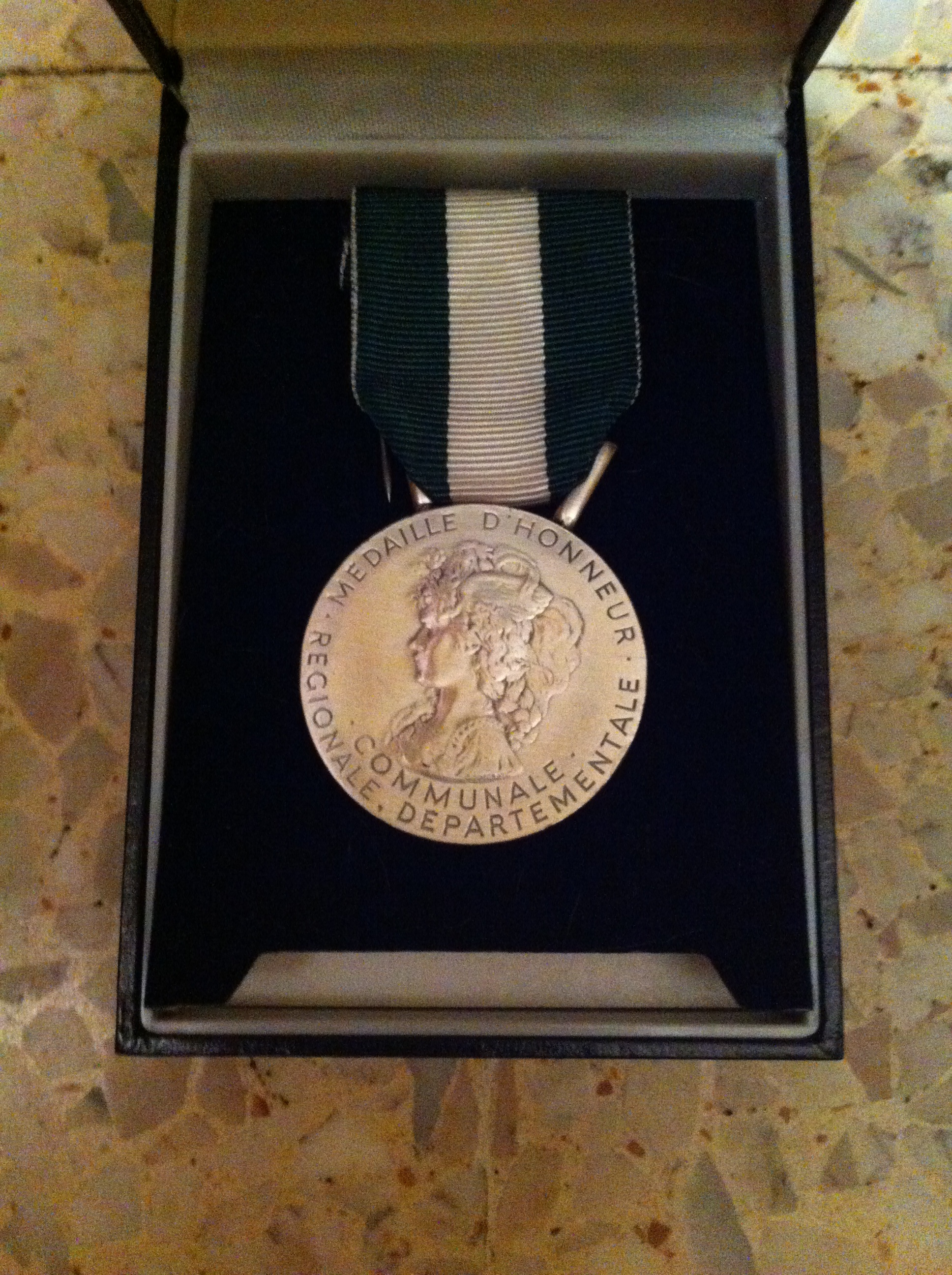
Médaille d'honneur régionale, départementale et communale, post 1987

| Argent | Vermeil | Or |
| ------ | ------- | -- |
|        |         |    |
|        |         |    |